# A-002
A-002 — 11-й старт, суборбитальный, проведённый в рамках подготовки к программе Аполлон, ракетой-носителем Литл Джо-2, состоялся 8 декабря 1964 года.

## Задачи полета

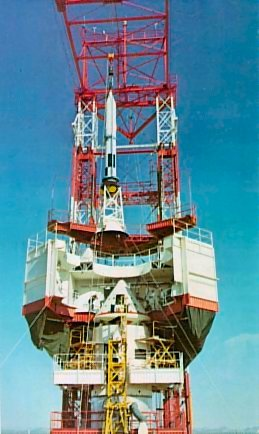
A-002 и Литл Джо-2 на стартовом столе. (NASA)

A-002 миссии был третьим пуском Литл Джо-2 в ряде тестов Системы аварийного спасения (САС), чтобы ещё раз убедиться, что датчик запуска САС и сама САС удовлетворительно сработают при специально смоделированных критических условиях аварийного прекращения полёта. Главная цель этой миссии состояла в том, чтобы исследовать способность срабатывания Системы Аварийного Спасения в области траектории (по которой полетит Сатурн) с максимальным аэродинамическим напором, в условиях приближения к той максимальной высоте, на которой система обнаружения чрезвычайной ситуации Сатурна ещё будет срабатывать и выдавать сигнал об аварийном прекращении полёта.
Это был третий старт ракеты-носителя Литл Джо-2 в ряду испытаний Системы Аварийного Спасения (САС). Эта ракета отличалась от предыдущих двух в этом ряду тем, что была изменена система управления, так как к ракете были добавлены два Алгола и четыре дополнительных двигателя. Система аварийного спасения запуска также отличалась от предыдущих конфигураций тем, что ей было добавлено оперение (передовые поверхности контроля верхнего ориентирования и стабилизации ракеты по траектории), а также было нанесено защитное покрытие для повышения термостойкости командного модуля. Картонная модель (из газетного материала) космического корабля Аполлон состояла из Командного и Обслуживающего модулей (BP № 23). Система приземления также была отлична от предыдущей конфигурации — установили два тормозных парашюта, вместо одного.

## Полет

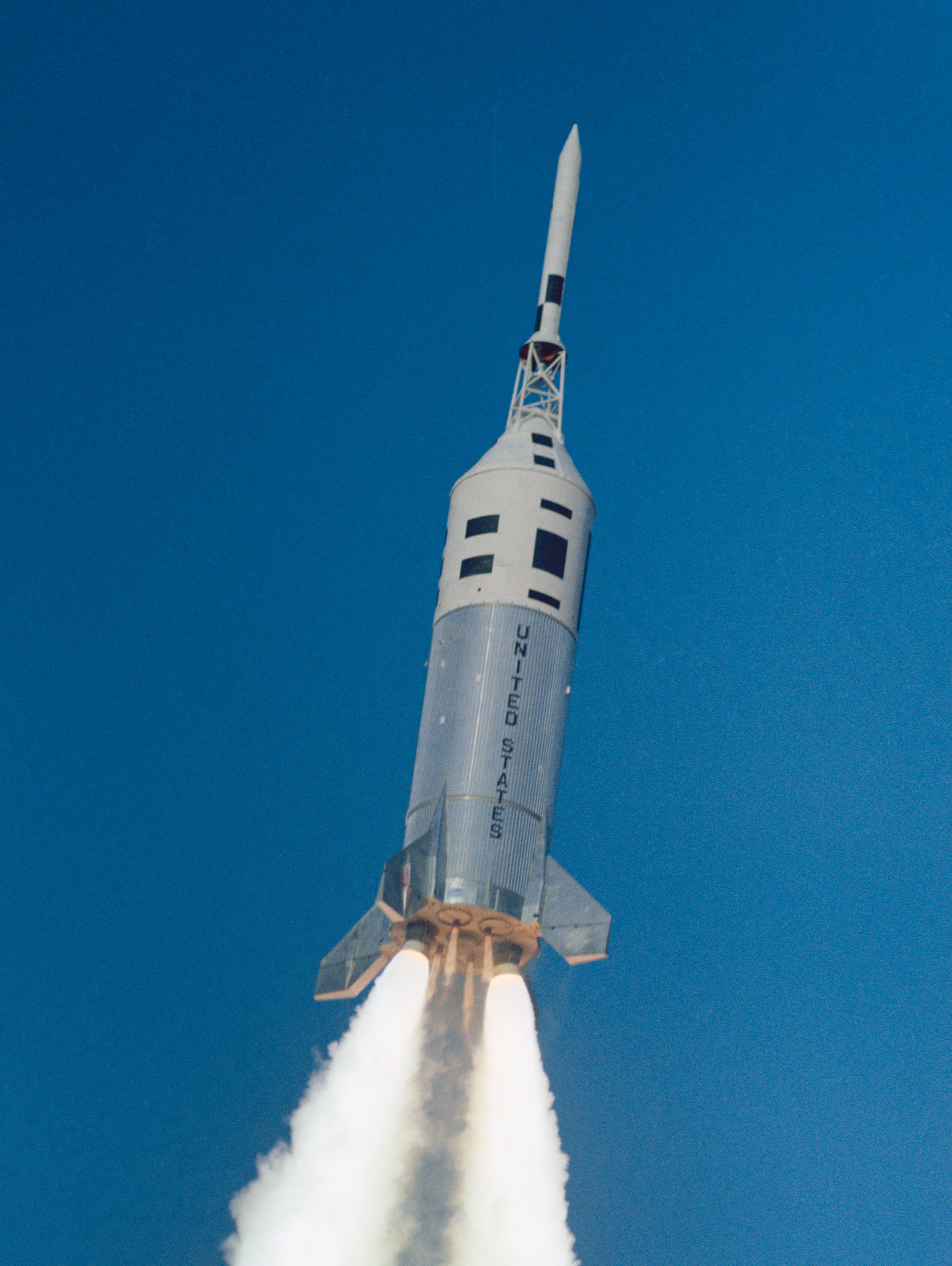
A-002 в полете

Старт A-002 произошёл 8 декабря 1964 года в 8:00:00 по местному времени (15:00:00 UTC), включились все двигатели ракеты-носителя одновременно. Условия для инициирования аварийного прекращения полёта были выбраны из траекторий полёта Сатурна, и номинальная контрольная точка выбрана в области максимального аэродинамического напора. Скорость меняется, и точка аварийного прекращения полёта была получена при помощи получения данных в реальном масштабе времени о динамическом напоре и скорости по числу Махов. Однако при вводе данных в систему была введена неправильная константа метеорологических условий и расчёты в реальном масштабе времени также привели к ошибке — сигнал был выдан на 2,4 секунды раньше. Как потом оказалось, хотя теоретически рассчитанная контрольная точка не была достигнута, более ранняя команда произошла именно в точке с максимальным аэродинамическим напором.
Спустя 11,1 секунд после инициирования аварийного прекращения полёта, как и ожидалось, произошло развёртывание оперения САС. Командный модуль четыре раза перевернулся, прежде чем стабилизироваться и начать спуск кормовой частью вперёд — щитом высокотемпературной защиты вниз. Во время этого первого удачного эксперимента по вынесению командного модуля, с его мягкой картонной части было сорвано защитное покрытие. Высота, на которую двигатели Системы аварийного спасения (САС) вынесли модель корабля Аполлон составила 15,35 км над уровнем моря.
Датчики атмосферного давления запустили алгоритм приземления приблизительно на высоте 7 163 м над уровнем моря. Все парашюты развернулись должным образом и командный модуль, поддерживаемый тремя главными парашютами, снижался с запланированной вертикальной скоростью приблизительно 7 м/с, улетел на 10 км.
Полученные результаты от спровоцированного аварийного прекращения полёта были более чем ободряющими и соответствовали представлениям о работе Системы аварийного спасения (САС) полёта при максимальном аэродинамическом напоре. Только одна испытательная цель не была достигнута: нанесённое защитное покрытие, которое также испытывалось в этом полёте, не соответствовало ситуации и окружающей среде.

## В настоящее время
Картонная (из газетного материала) модель BP № 23 была отреставрирована, и как BP № 23A использовалась для Теста Аварийного прекращения полёта на Стартовой площадке-2. BP-23A демонстрируется как часть экспозиции о Сатурне-5 — старт SA-500D в Американском Космическом Ракетном Центре в Хантсвилле, Алабама, США.